# Ейнджъл Ривас
Ейнджъл Ривас (на английски: Angel Rivas) е артистичен псевдоним на руската порнографска актриса и диджей Анастасия Исаева, родена на 4 юни 1991 г. в град Санкт Петербург, Русия.
През 2008 г. завършва средното си образование в 139-о училище в Новосибирск.
Дебютира като актриса в порнографската индустрия през 2009 г., когато е на 18 години.

## Награди
Носителка на индивидуални награди
- 2012: SHAFTA награда за най-добър чуждестранен изпълнител на годината.[3]

## Филмография
- Rocco's Power Slave 2 (2011)
- Young and Curious 4 (2011)
- Pretty Sloppy 3 (2010)
- Don't Be Shy 2 (2010)
- Winking 101 in Russia 2 (2010)
- Rocco's Double Anal Festival (2010)
- Young and Curious 1 (2010)
- Young and Curious 2 (2010)
- Young and Curious 3 (2010)
- Cream Pie Orgy 12 (2009)